# Krzyk (obraz)
Krzyk (norw. Skrik) – obraz ekspresjonistyczny namalowany w 1893 r. przez norweskiego artystę Edvarda Muncha. Wielu krytyków sztuki uznało Krzyk za największe dzieło Muncha. Ich zdaniem obraz przedstawia współczesnego człowieka przeszytego bólem egzystencjalnym. Krajobraz w tle przedstawia fiord w pobliżu Oslo, widoczny ze wzgórza Ekeberg. Obrazowi nadawano też tytuł Płacz.
Krzyk, obok takich obrazów jak Mona Lisa Leonarda da Vinci czy Słoneczniki Vincenta van Gogha, należy do najbardziej znanych obrazów na świecie. Jest uważany za arcydzieło ekspresjonizmu.

## Fryz życia (Livsfrisen)
Munch namalował w latach 1892–1895 cztery obrazy pod tytułem Krzyk, stosując różne techniki malarskie. Serię tę nazwał Fryz życia, a poświęcona była śmierci, strachowi i miłości. Pierwszy obraz (1893) w technice łączonej z wykorzystaniem farby olejnej, tempery oraz pasteli na kartonie (91 × 73,5 cm) przechowywany jest w Narodowej Galerii w Oslo, kolejny obraz (1910) w temperze na kartonie (wymiary 83,5 × 66 cm) znajduje się w Muzeum Muncha w Oslo. Pozostałe dwa obrazy z serii zostały wykonane techniką pasteli: trzecia wersja także znajduje się w Muzeum Muncha, a czwarta wersja (1895) znajdowała się w zbiorach prywatnego kolekcjonera Pettera Olsena. W 2012 Olsen sprzedał posiadany przez siebie egzemplarz dzieła za sumę ponad 119 mln dolarów i w chwili finalizowania transakcji była to najwyższa jak to tej pory kwota zapłacona za dzieło sztuki na rynku aukcyjnym.
Edvard Munch przeniósł również swoje dzieło do litografii, aby obraz można było powielić i rozesłać na cały świat.

## Inspiracja
Munch napisał na temat Krzyku następujące słowa:

Szedłem ścieżką z dwojgiem przyjaciół – słońce miało się ku zachodowi – nagle niebo wypełniła krwista czerwień – zatrzymałem się, czując wyczerpanie i oparłem się na barierce – nad czarno-błękitnym fiordem było widać krew oraz języki ognia; – moi przyjaciele szli dalej, a ja stałem tam i trząsłem się z wrażenia – poczułem nieskończony krzyk przepływający przez naturę.

Wypowiedź ta skłoniła niektórych krytyków do stwierdzenia, że osoba na obrazie nie krzyczy, lecz niemo otwiera usta w reakcji na krzyk przepływający przez naturę. W tym samym czasie siostra Muncha, Laura została oddana do szpitala psychiatrycznego u podnóża Ekebergu.
Inna, nowsza teoria głosi, że autor mógł zaczerpnąć inspirację z wydarzenia roku 1883, kiedy to 27 sierpnia doszło do erupcji wulkanu Krakatau. Popioły tego wulkanu przykryły ziemię, a niebo podczas zachodów słońca przybierało ciemnoczerwony kolor.

## Ekebergskrenten
Ekebergskrenten to stromy zbocze wzgórza Ekeberg, położonego na obrzeżach Oslo w Norwegii. Z tego miejsca rozciąga się malowniczy widok na fiord Oslo oraz miasto Oslo. To właśnie tam Edvard Munch doświadczył intensywnych emocji podczas zachodu słońca, które zainspirowały go do stworzenia słynnego obrazu „Krzyk”.

Według zapisków Muncha, podczas spaceru po Ekebergskrenten poczuł on 
„wielki krzyk przechodzący przez naturę”.
 Czerwone, ogniste niebo i dramatyczny pejzaż tego miejsca oddały atmosferę lęku i niepokoju, które artysta wyraził na swoim obrazie. Dziś Ekebergskrentenjest popularnym miejscem turystycznym oraz punktem widokowym, z którego można podziwiać panoramę Oslo i jego okolic.

## Ekspresjonizm
Obraz „Krzyk” Edvarda Muncha jest uznawany za jedno z kluczowych dzieł ekspresjonizmu w malarstwie europejskim. Powstał pod wpływem wewnętrznych przeżyć artysty oraz atmosfery przełomu wieków, naznaczonej niepokojem, kryzysem duchowości i narastającym poczuciem alienacji jednostki w społeczeństwie.
Dzieło cechuje się świadomym odejściem od realistycznego przedstawienia przestrzeni i postaci. Centralna sylwetka, pozbawiona indywidualnych cech, ulega deformacji i staje się symbolem uniwersalnego, egzystencjalnego lęku. Ekspresjonistyczny charakter obrazu podkreślają również dynamiczne, niemal abstrakcyjne linie krajobrazu, które wydają się reagować na stan psychiczny postaci. Nienaturalna kolorystyka — szczególnie skontrastowane ciepłe i chłodne barwy — buduje napięcie i wzmacnia emocjonalny ładunek kompozycji.
„Krzyk” nie pełni funkcji dokumentalnej ani ilustracyjnej. Obraz stanowi wizualizację stanu wewnętrznego i odzwierciedlenie głębokiego niepokoju duchowego. To podejście jest typowe dla ekspresjonizmu, który koncentruje się na subiektywnym odbiorze rzeczywistości i emocjonalnym przekazie, a nie na wiernym odwzorowaniu świata zewnętrznego.
Dzieło Muncha odgrywa istotną rolę w rozwoju ekspresjonizmu, zapowiadając kierunki charakterystyczne dla sztuki XX wieku — m.in. silne zainteresowanie psychologią, wyrażanie traum i kryzysów oraz eksperymenty z formą jako nośnikiem emocji.

## Losy obrazu
Dnia 12 lutego 1994 r. z Narodowej Galerii w Oslo skradziono jedną z wersji obrazu (w odcieniu czerwono-pomarańczowym). Odzyskano ją po 3 miesiącach. 22 sierpnia 2004 r. z Munch-museet (Muzeum Muncha) w Oslo skradziono inną, jasnopomarańczową wersję obrazu. Została wyniesiona w biały dzień na oczach sterroryzowanych bronią strażników i widzów. Wraz z nim ukradziono inny obraz Muncha, Madonnę. Podczas procesu osób podejrzanych o napad pojawiły się podejrzenia, że obraz zniszczono, jako niezbywalny na czarnym rynku. Obraz, wartości ok. 54 milionów euro, został odnaleziony po dwóch latach i 9 dniach, 31 sierpnia 2006 r., kiedy to norweska policja odzyskała skradzione dzieło. Informację na temat miejsca przechowywania obrazu podał jeden z przestępców sądzonych w procesie o napad na bank NOKAS w Stavanger. Oba napady były ze sobą powiązane i współpraca z policją stała się szansą na uzyskanie niższego wyroku w sprawie NOKAS.
2 maja 2012 dom aukcyjny Sotheby’s sprzedał obraz za 119 922 500 dolarów. Sprzedawcą był Petter Olsen, norweski biznesmen, którego ojciec był sąsiadem i przyjacielem Muncha.

## Odniesienia w kulturze
- Słynna maska mordercy z filmu Krzyk była wzorowana na twarzy postaci z obrazu Muncha
- Jacek Kaczmarski napisał wiersz „Krzyk” zainspirowany tym obrazem, który stał się tekstem piosenki tytułowej jednej z jego płyt[7]